# Танчхон
Танчхон (кор. 단천) — город-порт в КНДР на северо-востоке провинции Хамгён-Намдо, на побережье Японского (Восточно-Корейского) моря, в устье реки Намдэ. Население города — 345 875 человек (2008).

## Экономика
На территории города есть большие запасы таких минеральных ресурсов, как кобальт, магнезит и железная руда. Город известен химической промышленностью, металлургией, производством изделий из металла, оборудования и текстиля. Город Танчхон представлен в компьютерной игре «Tradewinds».

## Транспорт
Через Танчхон проходит железная дорога «Пхёнра». Порт в 2012 году был отремонтирован и обновлён. Во время церемонии завершения реконструкции было зачитано совместное поздравительное послание от Центрального комитета Трудовой партии Кореи и правительства КНДР чиновникам и участникам ударных отрядов, которые совершали трудовые подвиги при строительстве порта.

## Дикая природа
Популяция китайских горалов была определена как памятник природы КНДР № 293.